# Hermes (revista)
Hermes: Revista del País Vasco fue una revista vasca de cultura publicada por Jesús de Sarría entre 1917 y 1922 en la que se difundieron, entre otras, las obras de Ignacio Zuloaga, Aurelio Arteta, Darío de Regoyos, Valentín de Zubiaurre, Jose Mari Uzelai y Ramón de Zubiaurre. En la misma publicaron Miguel de Unamuno, Pío Baroja, Ramiro de Maeztu y José Ortega y Gasset.
Sarría era nacionalista vasco, y junto a Ignacio de Areilza, Alejandro de la Sota, Esteban de Isusi o Ramón de Belausteguigoitia se propuso tender puentes con intelectuales pro-españoles, de una manera integradora. El primer consejo rector de la revista estuvo formado por Areilza, José Félix Lequerica, Joaquín Zuazagoitia Azcorra y el propio Sarría. Aurelio Arteta ilustró la primera portada. En relación con la elección del dios-mensajero para nombrar la revista, Sarría manifestó: «A la acción se une el pensamiento; y esa unión feliz, a la que como ningún otro pueblo llegó el ateniense es el sendero por el que sube el carro triunfal de la grandeza. He aquí la causa de que nuestra revista invoque a Hermes, que decora y protege las cúpulas de tantas bolsas y centros comerciales y los vestíbulos de los grandes gimnasios; es también mensajero alado de las ideas y patrón de la elocuencia».
Juan Pablo Fusi ha señalado que el espíritu de la revista estaba basado en «la incorporación al nacionalismo vasco de las ideas democráticas revigorizadas por la IGM y su modernización. La labor de los impulsores de Hermes fue, en este sentido, muy intensa, y aunque es cierto que sus ideas suscitaron no poca atención dentro y fuera del nacionalismo, ninguno de ellos tenía cargos de responsabilidad».
La revista nunca hizo apología del nacionalismo, limitándose a publicar sus debates internos. Sarría afirmó: «Para nosotros no hay más que vascos. Hermes es una escuela de civismo y de solidaridad entre vascos. A Hermes lo ha hecho Bilbao. Cada uno de los hijos de la Villa, desde el pensador hasta el joven sportman lleva en sí ese secreto instinto. Unos lo llaman liberalismo y otros panvasquismo, acullá industrialismo. Todo es semejante, idéntico en la esencia: ambición de predominio y creación perdurable, deseo devorador de grandeza».
Hermes además publicó textos en inglés de Ezra Pound y fue la primera en España en editar a Rabindranath Tagore. A Jesús Guridi, autor del drama lírico Amaya, le dedicó un ejemplar, así como a Antonio Trueba.
A partir de 2001 la Fundación Sabino Arana edita la Revista Hermes Archivado el 25 de septiembre de 2018 en Wayback Machine.